# Де ла Фуэнте, Эрнан
Эрнан де ла Фуэнте (исп. Hernán De La Fuente; род. 7 января 1997, Буэнос-Айрес) — аргентинский футболист, защитник клуба «Уракан». Участник Олимпийских игр 2020.

## Клубная карьера
Де ла Фуэнте — воспитанник клуба «Велес Сарсфилд». 21 ноября 2017 года в матче против «Уракана» он дебютировал в аргентинской Примере. 15 февраля 2019 года в поединке против «Колона» Эрнан забил свой первый гол за «Велес Сарсфилд».
13 августа 2021 года де ла Фуэнте на правах свободного агента подписал трёхлетний контракт с португальским клубом «Фамаликан». 23 октября в матче против «Санта-Клары» он дебютировал в Сангриш-лиге. 18 января 2023 года де ла Фуэнте отправился в годичную аренду в «Атлетико Тукуман».
15 января 2024 года де ла Фуэнте перешёл в «Уракан», подписав однолетний контракт.

## Международная карьера
В 2021 году в составе олимпийской сборной Аргентины де ла Фуэнте принял участие в Олимпийских играх в Токио. На турнире он сыграл в матчах против сборных Австралии и Египта.